# نیارلورینتس
نیارلورینتس (به مجاری:  Nyárlőrinc) یک منطقهٔ مسکونی در مجارستان است که در ناحیه کچکمت واقع شده‌است. نیارلورینتس ۶۶٫۳۶ کیلومتر مربع مساحت و ۲٬۳۳۶ نفر جمعیت دارد.